# Roger Erb
Roger Erb (* 1. Juli 1961 in Gießen) ist ein deutscher Physikdidaktiker und Hochschullehrer.

## Leben
Von 1980 bis 1986 absolvierte Erb ein Studium der Physik und Germanistik für das Lehramt an Gymnasien an der Justus-Liebig-Universität Gießen. Anschließend folgten vier Jahre Schuldienst, bevor er 1990 Wissenschaftlicher Mitarbeiter an der Universität Kassel im Fachbereich Physik wurde. 1994 erfolgte die Promotion dort zum Dr. rer. nat. mit der Dissertation Das Fermat-Prinzip als Grundlage für das Verstehen der Optik. Er habilitierte sich ebenfalls in Kassel für das Fachgebiet Didaktik der Physik mit der Habilitationsschrift Das Thema 'Optische Abbildung' im Physikunterricht und wurde anschließend zum Privatdozenten ernannt.
Nach weiteren zwei Jahren im Schuldienst trat Erb eine Professur an der Pädagogischen Hochschule Schwäbisch Gmünd für Physik und Didaktik der Physik an, von 2004 bis 2010 war er dort Prorektor für Studium und Lehre. Von 2006 bis 2010 war er zudem Mitglied im Beirat des Zentrums für Lehrerbildung der Universität Ulm, von 2008 bis 2009 war er außerdem Mitglied des Georg-Kerschensteiner-Preiskomitees der Deutschen Physikalischen Gesellschaft und dort auch von 2010 bis 2015 Leiter des Fachverbands Didaktik der Physik.
2010 nahm Erb einen Ruf auf die Professur für Didaktik der Physik an der Goethe-Universität Frankfurt an, von 2011 bis 2018 war er zudem Direktor an der Akademie für Bildungsforschung und Lehrerbildung.
Von 2014 bis 2018 war er Studiendekan des Fachbereichs Physik an der Goethe-Universität Frankfurt. Von 2018 bis 2021 war er Vizepräsident für Studium und Lehre der Goethe-Universität.

## Forschungsschwerpunkte
Zu den Forschungsschwerpunkten Erbs zählen die Lernprozesse im Physikunterricht sowie das Experimentieren im Physikunterricht, insbesondere Untersuchungen zu Leistung und Motivation von Schülern und die Weiterentwicklung des Optikunterrichts im Rahmen des Lichtwegkonzepts.

## Publikationen (Auswahl)
- Optik mit Lichtwegen: das Fermat-Prinzip als Grundlage für das Verstehen der Optik. Bochum, Magdeburg 1994: Westarp-Wissenschaftsverlag. ISBN 3-89432-066-4.
- Licht und Farbe. Reihe Was ist was. Nürnberg 2006: Tessloff. ISBN 978-3-7886-0257-4.
- (Hrsg.) Alles, was der Mensch ernstlich unternimmt, ist ein Unendliches: physikdidaktische Miniaturen. Berlin 2011: Logos-Verlag. ISBN 978-3-8325-2713-6.
- Elektrizität und Magnetismus – Physik für Lehramtsstudierende, Band 2. Berlin, Boston, 2011: de Gruyter. ISBN 978-3110495584
- Optik mit GeoGebra. Berlin, Boston, 2016: de Gruyter. ISBN 978-3110491272